# 崔崋
崔崋（1632年—1693年），字莲生，號西嶽，直隸平山縣人，清朝政治人物。
順治十六年（1659年）己亥科進士，為浙江開化知縣，政務寬平。康熙十三年，耿精忠作乱，當時开化县南部垦荒者多福建人，树起旗帜响应，守城千总吴正暗自通敵，城池遂被攻陷，叛军持械威逼崔华。情况危急。崔华退保遂安，率领乡勇击败耿军总兵李雲龍於開化。平亂後，请蠲免康熙十三至十六年赋税。當時疫癘盛行，崔華下令廣施藥餌，全活無算。康熙十九年，以功擢江南揚州知府。官至兩淮鹽運使。喜藏書，公務之餘，手不釋卷。康熙三十一年（1693年），官至陕西凉庄道，未行而卒。著有《公餘詩畧》及《四書課兒講藝》。有子崔岱齊，字青峙，官湖南長沙府知府。

## 延伸阅读
[在维基数据编辑]
 《清史稿·卷476》，出自趙爾巽《清史稿》